# Palazzo Valcarcel

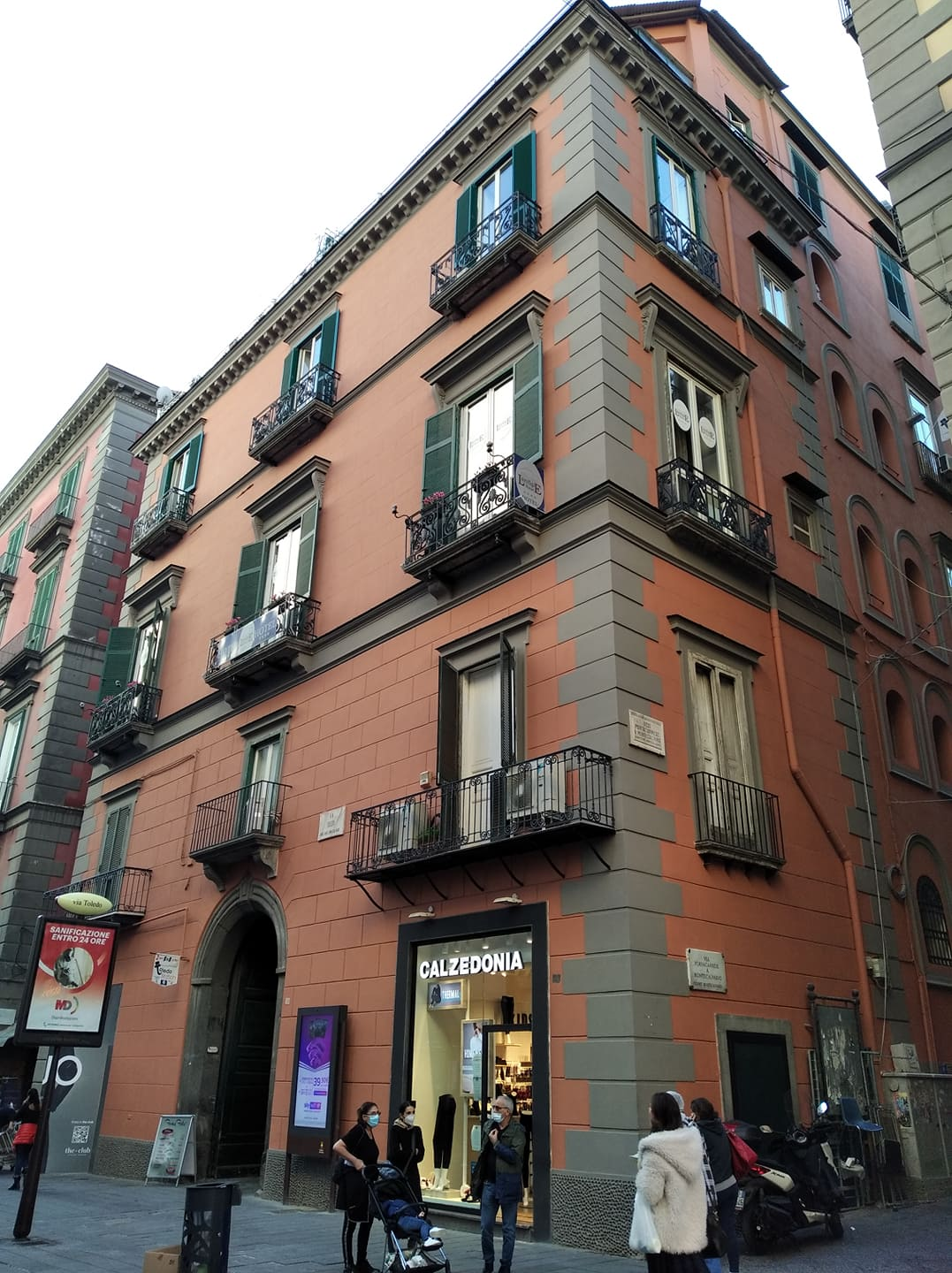
Palazzo Valcarcel in Neapel: Fassade zur Via Toledo (Auf der rechten Seite ist die „Rückseite“ der Treppe zu sehen.)

Der Palazzo Valcarcel ist ein Palast aus dem 16. Jahrhundert im Viertel Quartieri Spagnoli von Neapel in der italienischen Region Kampanien. Er liegt in der Via Toledo, 320.

## Geschichte
Der Palast wurde vermutlich gegen Ende des 16. Jahrhunderts errichtet. Der erste dokumentierte Eigentümer war Pedro de Valcárcel († 1610), Kanzleileiter, der mit der Prinzessin Beatrice Capece verheiratet war. Im Jahre 1662 gehörte er immer noch den Nachkommen der Familie Valcárcel-Capece. 1686 ging er in den Besitz des Klosters Santa Maria dei Miracoli über. 1723 gehörte ein Teil des Palastes Bartolomeo Rota (der 1703 eine Tochter von Luca Giordano geheiratet hatte), einem reichen Kaufmann, der ursprünglich aus Cremona kam und dem 1704 der Titel eines Markgrafen von Colletorto verliehen worden war. Ihm gehörte auch eine Villa in Torre del Greco. Zahlungsdokumente aus dem Jahr 1751, die Giuseppe Fiengo übermittelte, bezeugen vom Baumeister Andrea Passaro ausgeführte Arbeiten unter Leitung des Bauingenieurs Gennaro Campanile, die im Auftrag von Giovan Francesco Rota ausgeführt wurden, dem Sohn von Bartolomeo Rota. Die Umwandlung in das heutige Mietshaus begann vermutlich im 19. Jahrhundert.

## Beschreibung
Der Palast mit seinen drei Stockwerken und zusätzlicher Aufstockung ist weder von besonderem architektonischem Interesse noch von herausstechender Monumentalität gegenüber den anderen Palästen an der Via Toledo. Die Außenfassaden wurden zwischen 2018 und 2020 vollständig restauriert. Eine Renovierung bedarf noch der rechteckige Innenhof, an dessen rechter Wand sich eine einfache, offene Treppe mit einem Bogen pro Stockwerk befindet. Darunter befinden sich noch Arkaden, die möglicherweise vom ursprünglichen Bau stammen, der im Laufe der Jahrhunderte geändert wurde. Leider wurde die Gestaltung des Innenhofes in der zweiten Hälfte des 20. Jahrhunderts durch einen Aufzug und andere bauliche Veränderungen (insbesondere einige Veranden) beeinträchtigt, die sich negativ auf die Ästhetik einer historischen Architektur in der Stadt im Namen eines „unsensiblen“, individuellen Utilitarismus auswirkten.